# Rodrigo Vilca
Rodrigo Gary Vilca Betetta (Callao, 12 marzo 1999) è un calciatore peruviano, centrocampista o ala dell'Atlético Grau.

## Carriera
Cresciuto nel Deportivo Municipal, il 5 ottobre 2020 viene acquistato dal Newcastle United, con cui firma un quadriennale. Subito inserito nella rosa della formazione Under-23 del club bianconero, il 31 agosto 2021 viene ceduto a titolo temporaneo al Doncaster. Rientrato al Newcastle nel mese di gennaio, il 12 marzo 2022 si trasferisce in prestito all'Universitario.

## Statistiche

### Presenze e reti nei club
Statistiche aggiornate al 27 settembre 2022.
| Stagione                   | Squadra                    | Campionato                 | Campionato | Campionato | Coppe nazionali | Coppe nazionali | Coppe nazionali | Coppe continentali | Coppe continentali | Coppe continentali | Altre coppe | Altre coppe | Altre coppe | Totale | Totale |
| Stagione                   | Squadra                    | Comp                       | Pres       | Reti       | Comp            | Pres            | Reti            | Comp               | Pres               | Reti               | Comp        | Pres        | Reti        | Pres   | Reti   |
| -------------------------- | -------------------------- | -------------------------- | ---------- | ---------- | --------------- | --------------- | --------------- | ------------------ | ------------------ | ------------------ | ----------- | ----------- | ----------- | ------ | ------ |
| 2018                       | Deportivo Municipal        | L1                         | 1          | 0          | -               | -               | -               | -                  | -                  | -                  | -           | -           | -           | 1      | 0      |
| 2019                       | Deportivo Municipal        | L1                         | 13         | 1          | -               | -               | -               | CS                 | -                  | -                  | -           | -           | -           | 13     | 1      |
| 2020                       | Deportivo Municipal        | L1                         | 13         | 3          | -               | -               | -               | -                  | -                  | -                  | -           | -           | -           | 13     | 3      |
| Totale Deportivo Municipal | Totale Deportivo Municipal | Totale Deportivo Municipal | 27         | 4          |                 | -               | -               |                    | -                  | -                  |             | -           | -           | 27     | 4      |
| ago. 2021-gen. 2022        | Doncaster                  | FL1                        | 10         | 1          | FACup+CdL       | 0               | 0               | -                  | -                  | -                  | EFLT        | 3           | 1           | 13     | 2      |
| mar.-dic. 2022             | Universitario              | L1                         | 19         | 1          | -               | -               | -               | -                  | -                  | -                  | -           | -           | -           | 19     | 1      |
| Totale carriera            | Totale carriera            | Totale carriera            | 56         | 6          |                 | 0               | 0               |                    | -                  | -                  |             | 3           | 1           | 59     | 7      |